# Bercil Timothy
Bercil C.Timothy (ur. 1987) – mikronezyjski zapaśnik walczący w obu stylach. Srebrny medalista igrzysk mikronezyjskich w 2018 i brązowy w 2024. Mistrz Oceanii w 2018. Reprezentuje stan Kosrae.